# Warrenpoint

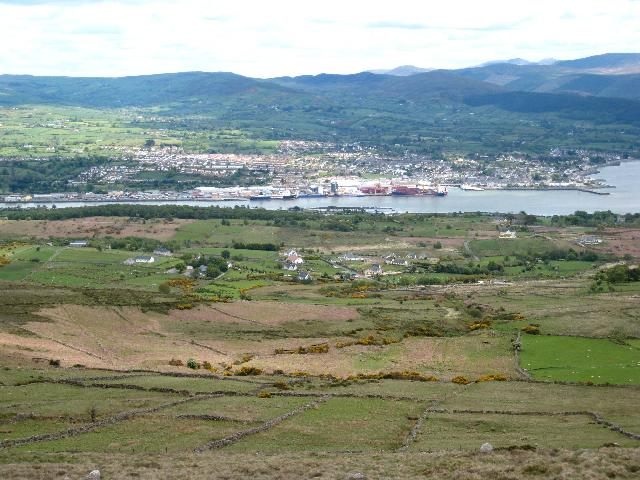
Warrenpoint

Warrenpoint är en ort i Storbritannien.   Den ligger i distriktet Newry, Mourne and Down och riksdelen Nordirland, i den västra delen av landet, 500 km nordväst om huvudstaden London. Warrenpoint ligger 5 meter över havet och antalet invånare är 7 670. Staden ligger vid norra stranden av Carlingford Lough och är gränsstad mot Irland som ligger på andra sidan fjorden. Lokalbefolkningen kallar staden "The Point". Slottet Narrow Water Castle, som ligger några kilometer från staden, uppfördes på 1660-talet och är ett populärt turistmål.

## Warrenpointmassakern
Huvudartikel Warrenpointmassakern 
Warrenpointmassakern var ett bombdåd av Provisoriska IRA mot brittisk militär den 27 augusti 1979. Attacken leder till den största förlust som IRA orsakat den brittisk militär på en dag, då 18 soldater dödas.